# Michael McGlinchey
Michael Ryan McGlinchey (ur. 7 stycznia 1987 w Wellington w Nowej Zelandii) – nowozelandzki piłkarz grający na pozycji napastnika.

## Kariera klubowa
McGlinchey urodził się w Nowej Zelandii, jednak swoją karierę piłkarską rozpoczynał w Celticu Glasgow. Do roku 2005 występował tam w juniorskim zespole, po czym został włączony do pierwszej drużyny. Zadebiutował w niej 26 grudnia tego samego roku w ligowym spotkaniu z Livingston. Był to jego jedyny występ w sezonie 2005/2006. Poza tym McGlinchey został mistrzem Szkocji. W następnym sezonie McGlinchey nie wystąpił w żadnym spotkaniu, jego klub powtórzył natomiast osiągnięcie z zeszłego roku.
9 listopada 2007 roku McGlinchey został wypożyczony do Dunfermline Athletic. W drużynie tej zadebiutował 10 listopada w spotkaniu z St. Johnstone. McGlinchey wystąpił jeszcze w siedmiu ligowych meczach, po czym w styczniu powrócił do Celticu. W sezonie 2007/2008 ponownie został mistrzem kraju.
W 2009 roku McGlinchey trafił do australijskiego zespołu Central Coast Mariners. W sezonie 2009/2010 rozegrał tam 21 spotkań ligowych, a w lutym 2010 roku został wypożyczony do Motherwell. W tym samym roku wrócił do Mariners, a w 2014 roku grał na wypożyczeniu w japońskiej Vegalcie Sendai. W tym samym roku został zawodnikiem nowozelandzkiego Wellington Phoenix. Jego barwy reprezentował przez cztery sezony, po czym wrócił do Central Coast Mariners.

## Kariera reprezentacyjna
McGlinchey ma za sobą występy w reprezentacji Szkocji U-20 oraz U-19. W 2009 roku zadebiutował w pierwszej reprezentacji Nowej Zelandii.